# Jesse Price
Jesse Price (Memphis (Tennessee), 1 mei 1909 – Los Angeles, 19 april 1974) was een Amerikaanse jazzdrummer.

## Biografie
Price begon op 14-jarige leeftijd drums te spelen en speelde plaatselijk met blueszangers en in het Palace Theatre pitorkest in zijn vroege carrière. Hij verhuisde naar Kansas City (Missouri) in 1934, waar hij speelde met George E. Lee, Thamon Hayes, Count Basie (1936), Ida Cox en Harlan Leonard (1939-1941). Daarna verhuisde hij naar Los Angeles, waar hij samenwerkte met Ella Fitzgerald, Louis Armstrong (1943), Stan Kenton (1944), alweer Basie (1944), Benny Carter en Slim Gaillard (1949). Terug in Kansas City tijdens de jaren 1950, nam hij op met Jay McShann. Hij leidde een band op het Monterey Jazz Festival in 1971.
Price nam tussen 1946 en 1948 23 nummers op als leider, de meeste voor Capitol Records. Ze zijn allemaal gepubliceerd op een Blue Moon-cd: The singing drummer man; Jesse Price. The complete recordings 1946–1957 (BMCD 6019).

## Overlijden
Jesse Price overleed in april 1974 op bijna 65-jarige leeftijd.

## Discografie
Met B.B. King
- 1956: Singin' the Blues (Crown)

Met Jay McShann
- 1967: McShann's Piano (Capitol Records)

- Bibliothèque nationale de France: cb142175459 (data)
- Gemeinsame Normdatei: 1116447312
- International Standard Name Identifier: 0000 0000 4317 9435
- Library of Congress Control Number: no94009472
- MusicBrainz: 00677f5c-fa3b-4710-a51f-f0e4e8a9b1cc
- Nationale Bibliotheek van Israël: 987007417659505171
- Virtual International Authority File: 24175584
- WorldCat: E39PBJwX7JFvKmdXh67pt8xYyd